# Химна Босне и Херцеговине
Химна Босне и Херцеговине је композиција „Интермецо“ чији је аутор Бањолучанин Душан Шестић. Састоји се од оркестарске партитуре и нема текста. Химну је наметањем закона донео 25. јуна 1999. године тадашњи високи представник у Босни и Херцеговини Карлос Вестендорп, а службено је у примени од 7. јула 1999. године.
Конкурс за химну је расписала Канцеларија високог представника у Босни и Херцеговини половином 1998. године. На јавни конкурс било је пристигло око 80 радова, а стручна комисија је три рада препоручила Парламентарној скупштини Босне и Херцеговине. Након што је Представнички дом 10. фебруара 1999. одлучио да „Интермецо“ буде нова химна, Дом народа Парламентарне скупштине Босне и Херцеговине није усвојио закон у истоветном тексту што је изазвало реакцију високог представника.
Прије ове химне, неслужбено се користила композиција Једна и Једина (химна РБиХ), на утакмицама спортских репрезентација БиХ и у другим сличним приликама.

## Текст
| Босански Ћирилица | Босански Латиница | Српски превод |
| Ти си свјетлост душе Вјечне ватре плам Мајко наша земљо Босно Теби припадам Дивно плаво небо Херцеговине У срцу су твоје ријеке Tвоје планине поносна и славна Крајина предака Живјећeш у срцу нашем Дов'јека Покољењa твоја Казују jедно Mи идемо у будућност Заједно! Mи идемо у будућност Заједно! | Ti si svjetlost duše Vječne vatre plam Majko naša zemljo Bosno Tebi pripadam Divno plavo nebo Hercegovine U srcu su tvoje rijeke Tvoje planine Ponosna i slavna Krajina predaka Živjećeš u srcu našem Dov’jeka Pokoljenja tvoja Kazuju jedno Mi idemo u budućnost Zajedno! Mi idemo u budućnost Zajedno! | Ти си светлост душе Вечне ватре плам Мајко наша земљо, Босно Теби припадам Дивно плаво небо Херцеговине У срцу су твоје реке Твоје планине. Поносна и славна Земљо предака Живећеш у срцу нашем Дов'ека Покољења твоја Казују једно: Ми идемо у будућност Заједно! Ми идемо у будућност Заједно! |